# Konstantin Krizhevskiy
Konstantin Stanislavovich Krizhevsky (Odintsovo, 20 de fevereiro de 1926 - 18 de novembro de 2000) foi um futebolista soviético, que atuava como defensor.

## Carreira
Konstantin Krizhevskiy fez parte do elenco da Seleção Soviética de Futebol, na Copa do Mundo de 1958. 

## Ligações Externas
- Perfil em FIFA.com (em inglês)